# Niccola Ferrarelli
Niccola Ferrarelli (auch Nicolaus Ferrarelli; * 9. September 1762 in Rom; † 28. November 1843 ebenda) war ein italienischer Kurienbischof.

## Leben
Er promovierte am 27. Juli 1785 an der Universität La Sapienza zum Doctor iuris utriusque. Am 11. April 1789 empfing er die Priesterweihe. Danach war er Professor für Kanonisches Recht an der Sapienza, bis er am 30. September 1831 von Papst Gregor XVI. zum Titularbischof von Maronea ernannt wurde. Die Bischofsweihe spendete ihm am 13. November desselben Jahres in Rom Kardinal Vincenzo Macchi; Mitkonsekratoren waren Erzbischof Giovanni Giacomo Sinibaldi und Erzbischof Costantino Patrizi Naro. Am 11. Januar 1833 wurde Niccola Ferrarelli zum Päpstlichen Thronassistenten ernannt. Im Alter von 70 Jahren wurde er am 15. April 1833 zum Sekretär der Kongregation für die Apostolische Visitation ernannt, daneben wurde er am 11. September 1834 Konsultor der Kongregation für die Bischöfe und Regularen und am 31. März 1835 Examinator der Bischöfe im Kirchenrecht. Am 1. Februar 1836 schließlich wurde er zum Titularerzbischof von Myra erhoben und zum Kanoniker der päpstlichen Basilika Santa Maria Maggiore ernannt.